# Parque nacional Triunia
Triunia es un parque nacional en Queensland (Australia), ubicado a 92 km al norte de Brisbane.

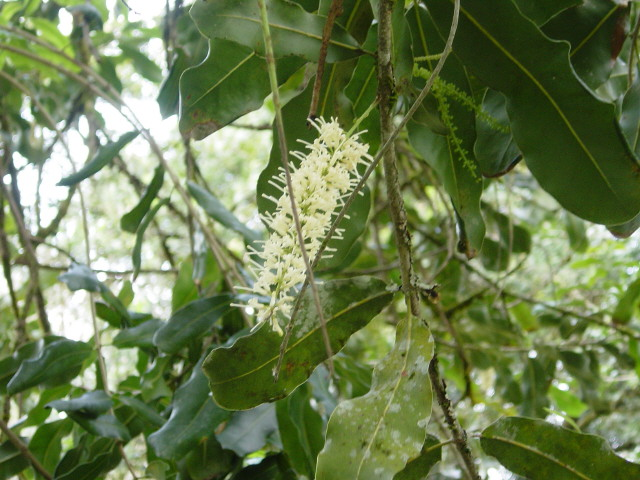
Nueces de macadamia

El parque se creó en 1994, cubre 33,99 ha y está situado en la bioregión sudeste de Queensland, en el interior de la región de Gold Coast . Se encuentra a unos 6 km al oeste de Woombye en la carretera  Woombye-Dulong y a unos 20 km al oeste de Maroochydore. Las ciudades de Montville y Mapleton se encuentran a corta distancia de viaje del parque.
El parque está situado en una zona que ha sido ampliamente desforestada para fines agrícolas, incluidos huertos y pastoreo. El Consejo Regional de Gold Coast maneja un área de conservación de 20 hectáreas adyacente al lado este y sur del parque llamada Área científica de Conservación Triunia, y la Reserva conservación del bosque de Dulong, al oeste del parque. Estas áreas han consolidado un hábitat de vida silvestre en las inmediaciones del parque, y comparten con el parque nacional Triunia las mismas amenazas de incendios y plagas.
El parque tiene mínimas instalaciones para visitantes dado que su vocación es principalmente de conservación de la vida salvaje.